# Mariya Butýrskaya
Mariya Víktorovna Butýrskaya (en ruso: Мария Викторовна Бутырская; Moscú, Unión Soviética; 28 de junio de 1972) es una patinadora artística sobre hielo rusa. Ganadora de la medalla de oro del Campeonato Mundial de patinaje de 1999, bronce en Minneapolis 1998 y bronce en Niza 2000; tres veces campeona de Europa, dos veces medallista de plata y una de bronce. Representó a su país en los Juegos Olímpicos de Nagano 1998 y en Salt Lake City 2002. Seis veces ganadora del Campeonato Nacional de Rusia.

## Carrera

### Primeros pasos
Butýrskaya nació en junio de 1972 en Moscú, en la entonces Unión Soviética. En junio de 2006 se casó con el jugador de hockey sobre hielo Vadim Khomitsky y tienen tres hijos. Butýrskaya comenzó a entrenar desde los ocho años de edad por Irina Nifontova, tras el retiro de su entrenadora, la joven fue rechazada por otros entrenadores. Vladimir Korolov aceptó entrenarla y con él mejoró su técnica y calidad artística. Con varios cambios de entrenador, Elena Chaikovskaia fue su entrenadora hasta su retiro. Butýrskaya representó a la Unión Soviética hasta su disolución y más adelante a Rusia como federación recién formada. Fue el foco internacional en el Skate Canada de 1992, donde derrotó a los grandes patinadores del momento como Josée Chouinard y Tonya Harding, en esa competición logró aterrizar cinco saltos triples. En el Campeonato Mundial de 1993 no logró pasar al programa libre.

### Debut nacional e internacional
Participó en el Campeonato Nacional de Rusia en la temporada 1994-1995, donde ganó el título. Ganó la medalla de plata de la Copa de Naciones de 1995. Clasificó a su primer evento de la serie del Grand Prix de 1995, donde finalizó en el séptimo lugar. Ganó el bronce en el Campeonato Europeo de 1996. Se ubicó en el décimo lugar del Skate America de 1996 y en el Trophée Lalique de 1996 ganó la medalla de plata. En la final del Grand Prix, cayó al cuarto lugar general. En el Campeonato Europeo de 1997 se ubicó en el noveno puesto. Su participación en el Campeonato Mundial de 1997 logró el tercer lugar en el programa corto y el quinto lugar general. Ganó su primer título internacional en el Campeonato Europeo de 1998, finalizó con quinta posición en el programa corto. Representó a Rusia en los Juegos Olímpicos de invierno de 1998, donde finalizó en el cuarto lugar. En el Campeonato Mundial de 1998 se llevó la medalla de bronce.

### Temporada 1998-1999 en adelante
En la temporada 1998-1999 ganó de nuevo el Campeonato Europeo y se llevó la plata en la Final del Grand Prix de la misma temporada. Participó en el Campeonato Mundial de 1999, donde ganó la medalla de oro, con el primer lugar en los programas corto y libre. Defendiendo sus cinco campeonatos nacionales, la patinadora obtuvo el segundo puesto detrás de Irina Slutskaya en el campeonato de 1999. En la Final del Grand Prix ganó la medalla de bronce. Logró la medalla de plata en el Campeonato Europeo de 2000, donde aterrizó seis saltos triples. En el Campeonato Mundial de 2000 se ubicó en primer lugar del programa corto y el tercero general.
En la temporada 2000-2001, participó en el Trofeo NHK de 2000 y finalizó en el cuarto lugar de la Final del Grand Prix. Ganó la medalla de bronce del campeonato nacional de esa temporada, mientras en el Campeonato Mundial de 2001 finalizó en el cuarto lugar general. En la temporada 2001-2002 ganó su tercer campeonato europeo. Su segunda participación olímpica fue en Salt Lake City 2002, donde finalizó en el sexto lugar. Tras retirarse del patinaje competitivo en el año 2002 comenzó a trabajar como entrenadora de patinadores jóvenes, trabaja en la escuela olímpica de patinaje en Moscú, Rusia.

### Programas
| Temporada | Programa corto                                                  | Programa libre                                                                               |
| --------- | --------------------------------------------------------------- | -------------------------------------------------------------------------------------------- |
| 2001–2002 | - Melody of the White Nights de Isaac Schwartz                  | - Tale of Wandering por Alfred Schnittke - Seventeen Moments of Spring de Mikael Tariverdíev |
| 2000–2001 | - Scene d'Amour de Francis Lai interpretado por Sarah Brightman | - Seventeen Moments of Spring de Mikael Tariverdíev                                          |
| 1999–2000 | - Scene d'Amour de Francis Lai interpretado por Sarah Brightman | - El lago de los cisnes de Piotr Ilich Chaikovski                                            |
| 1998–1999 | - St. James Infirmary Blues de Irving Mills                     | - Otoñal de Raúl di Blasio                                                                   |
| 1997–1998 | - Fever de Eddie Cooley y Otis Blackwell                        | - Otoñal de Raúl di Blasio                                                                   |
| 1996–1997 | - Songs from the Victorious City de Anne Dudley y Jaz Coleman   | - Malagueña de Ernesto Lecuona                                                               |
| 1995–1996 | - Beyond Cool de Lucky Peterson                                 | - Malagueña de Ernesto Lecuona                                                               |

### Resultados
| Internacional               | Internacional | Internacional | Internacional | Internacional | Internacional | Internacional | Internacional | Internacional | Internacional | Internacional | Internacional | Internacional | Internacional |
| Evento                      | 89–90         | 90–91         | 91–92         | 92–93         | 93–94         | 94–95         | 95–96         | 96–97         | 97–98         | 98–99         | 99–00         | 00–01         | 01–02         |
| --------------------------- | ------------- | ------------- | ------------- | ------------- | ------------- | ------------- | ------------- | ------------- | ------------- | ------------- | ------------- | ------------- | ------------- |
| Olímpicos                   |               |               |               |               |               |               |               |               | 4             |               |               |               | 6             |
| Mundial                     |               |               |               | 29            |               |               | 4             | 5             | 3             | 1             | 3             | 4             | WD            |
| Europeo                     |               |               |               | 5             | 4             | 7             | 3             | 4             | 1             | 1             | 2             | 2             | 1             |
| GPF                         |               |               |               |               |               |               | 7             | 4             | 3             | 2             | 3             | 4             | 4             |
| Grand Prix                  |               |               |               |               |               |               |               | 2             |               | 1             | 1             | 1             | 1             |
| Grand Prix                  |               |               |               |               |               |               | 2             |               |               | 3             | 1             | 1             | 1             |
| Trofeo NHK                  |               |               |               |               |               |               | 5             | 1             | 2             |               | 1             | 2             |               |
| Skate America               |               |               |               |               |               |               |               | 10            |               | 1             |               |               |               |
| Skate Canada                |               |               |               |               |               |               |               |               | 2             |               |               |               |               |
| Trofeo de Finlandia         |               |               |               |               |               |               | 4             | 1             |               |               |               |               |               |
| Goodwill Games              |               |               |               |               |               | 3             |               |               |               |               |               |               |               |
| Copa Nacional               |               |               | 7             |               | 6             | 8             |               |               |               |               |               |               |               |
| Trofeo NHK                  |               |               |               | 5             |               |               |               |               |               |               |               |               |               |
| Trofeo Nebelhorn            |               | 3             | 3             |               |               |               |               |               |               |               |               |               |               |
| Piruetten                   | 2             |               |               |               | 8             |               |               |               |               |               |               |               |               |
| Memorial Schäfer            |               |               |               |               |               | 3             |               |               |               |               |               |               |               |
| Skate Canada                |               |               |               | 1             |               |               |               |               |               |               |               |               |               |
| Trophée de France           |               |               |               |               |               | 5             |               |               |               |               |               |               |               |
| Nacional                    |               |               |               |               |               |               |               |               |               |               |               |               |               |
| Campeonato Ruso             |               |               |               | 1             | 2             | 1             | 1             | 1             | 1             | 1             | 2             | 3             | 2             |
| Campeonato Soviético        |               |               | 3             |               |               |               |               |               |               |               |               |               |               |
| WD = Competición abandonada |               |               |               |               |               |               |               |               |               |               |               |               |               |